# Philodonta
Philodonta là một chi bọ cánh cứng trong họ Chrysomelidae.
Chi này được miêu tả khoa học năm 1906 bởi Weise.

## Các loài
Các loài trong chi này gồm:
- Philodonta chirinda Maulik, 1919
- Philodonta modesta (Weise, 1906)
- Philodonta tuberculata (Pic, 1924)